# François Blondel (Bischof)
François Marie Joseph Pascal Louis Blondel (* 24. März 1940 in Limoges, Frankreich) ist ein französischer römisch-katholischer Geistlicher und emeritierter Bischof von Viviers.

## Leben
François Blondel empfing am 27. Juni 1965 das Sakrament der Priesterweihe.
Am 15. November 1999 ernannte ihn Papst Johannes Paul II. zum Bischof von Viviers. Der Erzbischof von Lyon, Louis-Marie Billé, spendete ihm am 9. Januar 2000 die Bischofsweihe; Mitkonsekratoren waren der Bischof von Limoges, Léon Soulier, und der Bischof von Nizza, Jean Bonfils SMA.
Papst Franziskus nahm am 22. Mai 2015 seinen altersbedingten Rücktritt an.